# Вайт-Сігнал (Нью-Мексико)
Вайт-Сігнал (англ. White Signal) — переписна місцевість (CDP) в США, в окрузі Грант штату Нью-Мексико. Населення — 191 особа (2020).

## Географія
Вайт-Сігнал розташований за координатами 32°34′4″ пн. ш. 108°20′57″ зх. д. / 32.56778° пн. ш. 108.34917° зх. д. (32.567728, -108.349028).  За даними Бюро перепису населення США в 2010 році переписна місцевість мала площу 16,68 км², з яких 16,66 км² — суходіл та 0,02 км² — водойми.

## Демографія
Згідно з переписом 2010 року, у переписній місцевості мешкала 181 особа в 84 домогосподарствах у складі 65 родин. Густота населення становила 11 особа/км².  Було 93 помешкання (6/км²).
Расовий склад населення:
| - 95,0 % — білих - 1,1 % — чорних або афроамериканців - 0,6 % — корінних американців - 1,7 % — осіб інших рас |

До двох чи більше рас належало 1,7 %. Частка іспаномовних становила 15,5 % від усіх жителів.
За віковим діапазоном населення розподілялося таким чином: 16,6 % — особи молодші 18 років, 53,0 % — особи у віці 18—64 років, 30,4 % — особи у віці 65 років та старші. Медіана віку мешканця становила 56,3 року. На 100 осіб жіночої статі у переписній місцевості припадало 103,4 чоловіків;  на 100 жінок у віці від 18 років та старших — 104,1 чоловіків також старших 18 років.
Середній дохід на одне домашнє господарство  становив 72 471 долар США (медіана — 63 788), а середній дохід на одну сім'ю — 77 497 доларів (медіана — 64 470). Медіана доходів становила 105 962 долари для чоловіків та 24 500 доларів для жінок. За межею бідності перебувало 4,3 % осіб, у тому числі 0,0 % дітей у віці до 18 років та 13,7 % осіб у віці 65 років та старших.
Цивільне працевлаштоване населення становило 84 особи. Основні галузі зайнятості: освіта, охорона здоров'я та соціальна допомога — 42,9 %, фінанси, страхування та нерухомість — 21,4 %, транспорт — 15,5 %, роздрібна торгівля — 10,7 %.